# اسماعیل دومبوللو
اسماعیل دومبوللو (انگلیسی: İsmail Dümbüllü؛ ۱۸۹۷ – ۵ نوامبر ۱۹۷۳) بازیگر اهل ترکیه بود.